# Wilhelm Künzler
Wilhelm Künzler (* 13. März 1906 in Singen, heute Remchingen; † 26. Dezember 1994 in Remchingen) war ein deutscher Politiker der KPD.

## Leben und Beruf
Nach dem Besuch der Volksschule in Singen begann Künzler eine Lehre zum Handformer im Metallguss bei der Badischen Maschinenfabrik Sebold & Neff in Durlach. Den erlernten Beruf übte er bei der Maschinenbaugesellschaft in Karlsruhe-Mühlburg und der Firma Josef Vögele in Mannheim aus. Später war er bei der Karlsruher Firma Haid & Neu, der Brückenbaufirma Stumpf in Bruchsal und der Ludwigshafener Firma Ruppel tätig. 1930 kehrte er zu seinem Ausbildungsbetrieb nach Durlach zurück, aufgrund der Weltwirtschaftskrise verlor er jedoch die Stelle nach kurzer Zeit wieder.
Seit Februar 1954 war Künzler bei der Kölnischen Versicherungsgesellschaft Colonia beschäftigt.
Künzler war seit 1930 mit Anna, geb. Maile, verheiratet und hatte ein Kind.

## Politik
Künzler übernahm 1932 das Amt des Sekretärs der KPD-Unterbezirksleitung in Pforzheim. Ab 1933 war er im Exil in Moskau und Prag weiter für die KPD tätig. Im November 1934 reiste er mit gefälschten Papieren nach Halle (Saale), wo er im kommunistischen Widerstand aktiv war, illegale Schriften verteilte und Informationen ins Ausland übermittelte. Am 26. Januar 1935 wurde er von der Gestapo verhaftet und kam in Untersuchungshaft, zunächst im Polizeigefängnis Halle, später im dortigen Untersuchungsgefängnis. Am 3. August 1935 wurde er vom Volksgerichtshof in Berlin zu zwölf Jahren Haft wegen Vorbereitung zum Hochverrat verurteilt, ferner verlor er für zehn Jahre die bürgerlichen Ehrenrechte. Die ersten Monate seiner Haftstrafe verbrachte er in den Strafanstalten Berlin-Moabit und Bruchsal. Am 23. März 1936 wurde er in die Strafanstalt Ludwigsburg überführt. Die Haftentlassung nach der alliierten Besetzung erfolgte am 10. April 1945.
Im Juli 1945 wurde Künzler von der französischen Militärbehörde zum Bürgermeister seines Heimatortes Singen ernannt. Im Jahr darauf wurde er durch Wahlen im Amt bestätigt. In jenem Jahr gehörte er zudem, als Vertreter der KPD, der Vorläufigen Volksvertretung für Württemberg-Baden an.